# Bhikkhu Bodhi

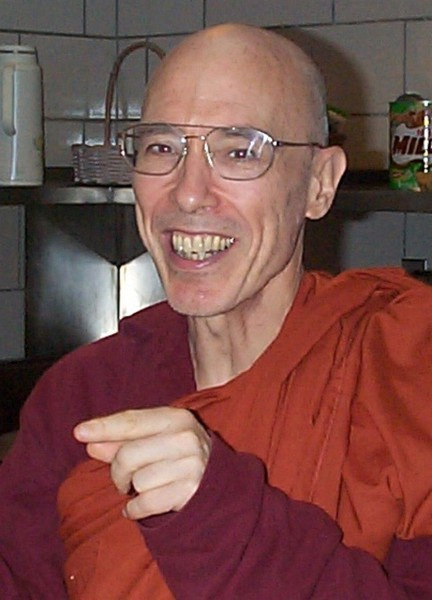
Bhikkhu Bodhi (2003)

Bhikkhu Bodhi (* 1944 in New York als Jeffrey Block) ist ein US-amerikanischer theravada-buddhistischer Mönch, der in Sri Lanka ordiniert wurde. Er war der zweite Vorsitzende der sri-lankischen Buddhist Publication Society und ist Autor und Herausgeber vieler Publikationen auf dem Gebiet des Theravada-Buddhismus, insbesondere von Neuübersetzungen des Suttapitaka in englischer Sprache.

## Leben
In New York als Sohn einer jüdischen Familie geboren, machte Jeffrey Block seinen B.A. am Brooklyn College mit dem Hauptfach Philosophie. Anschließend studierte er dieses Fach an der Claremont Graduate University, wo er 1972 den Ph.D. erwarb. Im selben Jahr reiste er nach Sri Lanka, wo er einen der führenden Mönchsgelehrten des Landes, Balangoda Ananda Maitreya, kennenlernte und 1973 zum Bhikkhu ordiniert wurde. Ein Jahr später traf er den deutschen Mönch Nyanaponika Mahathera, der damals Präsident und Herausgeber der Buddhist Publication Society war und in dessen Mönchseinsiedelei Forest Hermitage bei Kandy er im Jahr 1975 zog.
1984 wurde er der Herausgeber für englischsprachige Publikationen der Buddhist Publication Society, 1988 übernahm er zudem das Amt des Vorsitzenden von Nyanaponika Mahathera.
1995 erschien eine von ihm und Bhikkhu Ñāṇamoli verfasste komplette Neuübersetzung der Majjhima Nikaya in englischer Sprache. Im Mai 2000 hielt Bhikkhu Bodhi vor den Vereinten Nationen anlässlich des ersten offiziellen Vesakh-Festes bei der UN die Keynote. Außerdem erschien im selben Jahr eine von ihm verfasste komplette Neuübersetzung der Samyutta Nikaya. 2002 trat er von seinem Amt als Herausgeber der Buddhist Publication Society zurück und zog in die USA ins Bodhi Monastery in Lafayette, New Jersey. Inzwischen lebt er im Kloster Chuang Yen in Kent, New York. Derzeit arbeitet er an einer Neuübersetzung der Anguttara-Nikaya in englischer Sprache, von der im Jahr 2000 bereits einige Lehrreden in einer Anthologie erschienen sind. Seit 2013 ist er Präsident der buddhistischen Vereinigung der Vereinigten Staaten.
Bhikkhu Bodhi ist Gründer der internationalen Hilfsorganisation Buddhist Global Relief.

## Publikationen und Vorträge
Wichtige englische Publikationen:
- The Noble Eightfold Path: Way to the End of Suffering (1984, BPS; 2000, Pariyatti) (online) (englisch)
- The Middle Length Discourses of the Buddha: A Translation of the Majjhima Nikaya (mit Bhikkhu Ñāṇamoli, Wisdom Publications, 1995. ISBN 978-0-86171-072-0)
- Numerical Discourses of the Buddha: An Anthology of Suttas from the Anguttara-Nikaya (mit Nyanaponika Mahathera, Altamira Press, 2000. ISBN 978-0-7425-0405-9)
- The Connected Discourses of the Buddha: A New Translation of the Samyutta Nikaya (Wisdom Publications, 2000. ISBN 978-0-86171-331-8)
- A Comprehensive Manual of Abhidhamma: The Abhidhammattha Sangaha of Ācariya Anuruddha (BPS Pariyatti, 2000. ISBN 978-1-928706-02-1)
- In the Buddha's Words: An Anthology of Discourses from the Pali Canon (Wisdom Publications, 2005. ISBN 978-0-86171-491-9)

Publikationen von Bhikkhu Bodhi in Deutsch (übersetzt):
- Der edle achtgliedrige Heilsweg (Beyerlein & Steinschulte 2002. ISBN 978-3-931095-28-4)
- In den Worten des Buddha – Eine Anthologie von Lehrreden aus dem Pali-Kanon (Beyerlein & Steinschulte 2008. ISBN 978-3-931095-78-9)
- Die Lehren des Buddha zu einer sozialen und harmonischen Gesellschaft (Beyerlein & Steinschulte 2018)
- Weitere in deutsche Sprache übersetzte kurze Texte

Einige Vortragserien Bhikkhu Bodhis zu verschiedenen Themen der Lehre Buddhas (alle in englischer Sprache):
- The Buddha’s Teaching As It Is (1981)
- Majjhima Nikaya Lectures (2003-2008)
- A course in Pali Language (2003)